# Manuel Moreira da Rocha
Manuel Moreira da Rocha (Caucaia, 26 de setembro de 1860 - 8 de março de 1935), foi um político cearense. Era conhecido como Mané Onça. Era maçom filiado a loja Fraternidade Cearense.

## Carreira na Medicina
Manuel era filho de Pedro da Rocha Motta e D. Anna Moreira da Rocha. Portanto, pelo lado paterno, era sobrinho da avó paterna do ex-governador e também médico Waldemar Alcântara.
Doutor em medicina e farmacêutico pela Faculdade de Medicina da Bahia, interno da cadeira de Clinica Cirúrgica regida pelo professor Pacheco Mendes, e diretor da Sociedade Beneficência Acadêmica.
Com Clementino Fraga, Ribeiro Vianna e outros redigiu a Revista do Grêmio dos Internos dos hospitais.
Sua Tese, apresentada a Faculdade e perante ela defendida a 9 de Dezembro de 1904, versou sobre "O genu valgum e seu tratamento" e foi aprovada com distinção. Além da tese inaugural foi conhecido dele: — Discurso pronunciado na residência do Dr. Augusto C. Vianna paraninfo dos Doutorandos de 1934; por ocasião da entrega do quadro de retratos pelo Dr. Manoel Moreira da Rocha, orador oficial eleito por seus colegas de formatura.
Publicou Contribuição ao estudo da coxalgia (1905).
Por algum tempo esteve a frente da redação do Jornal do Ceará, Fortaleza.

## Carreira política
Em 1912 foi eleito pela primeira vez deputado federal pelo Ceará, para a legislatura 1912-1914.  Reeleito  para  os  períodos  1915-1917,  1918-1920  e  1921-1923,  após  um  intervalo voltou  à  Câmara  dos  Deputados  na  legislatura  1927-1929.  Foi  mais  uma  vez  eleito  em 1930, mas teve o mandato interrompido pela revolução de outubro daquele ano, que levou Getúlio Vargas ao poder e fechou todos os órgãos legislativos do país.
Foi um dos chefes políticos de maior saliência no regime republicano no Ceará, podendo-se mesmo dizer que talvez nenhum outro político teve prestígio mais sólido e amplo, acentuando-se da campanha pró-Franco Rabelo, de que foi um dos mentores «sans peur et sans réproche.» Fundou o Partido Democrata e durante toda a sua vida de então até 1935 representou o Ceará na Câmara Federal, cuja tribuna ilustrou com seu verbo ardoroso e honrou com bravura (daí seu apelido "mané onça") tornando-se uma das figuras de primeiro plano do Parlamento Nacional, podendo-se, disto, ter a melhor prova no seu valioso arquivo particular, na época, em poder do Prof. Hugo Catunda, que estava escrevendo a sua biografia.